# Edgar Neuburger
Edgar Neuburger (* 4. April 1935 in Ludwigshafen; † 7. August 2024) war ein deutscher Versicherungsmathematiker und Hochschullehrer.

## Werdegang, Forschung und Lehre
Neuburger studierte Mathematik und Physik an der Ruprecht-Karls-Universität Heidelberg, der Albert-Ludwigs-Universität Freiburg sowie der Ludwig-Maximilians-Universität München, an der er 1965 promovierte. Parallel zu einer selbständigen Beratertätigkeit im Bereich der betrieblichen Altersversorgung habilitierte er sich 1968 an der Technischen Universität München. Dabei entwickelte und programmierte er das erste Bewertungsprogramm auf dem deutschen Markt und entwickelte ein Prognosetool, so dass er zu den ersten gehörte, die Computersysteme im Rahmen der Bewertung und Prognose von Versorgungsverpflichtungen einsetzten. 1973 folgte er einem Ruf der Universität der Bundeswehr München als ordentlicher Professor für Mathematik.
Neuburger forschte und lehrte zu den verschiedenen Zweigen der Versicherungsmathematik. Dabei machte er sich insbesondere im Bereich der Mathematik der Personenversicherung einen Namen im deutschsprachigen Raum. 1973 übernahm er dabei die Schriftleitung der Blätter der DGVFM, des wissenschaftlichen Periodikums der 1948 gegründeten Deutschen Gesellschaft für Versicherungsmathematik. 1980 gehörte er zu den Initiatoren des Instituts der Versicherungsmathematischen Sachverständigen und wurde der Gründungsvorsitzende der berufsständischen Organisation der Pensionsaktuare, der er bis 1984 vorstand. 1993 war er auch an der Gründung der Deutschen Aktuarvereinigung beteiligt und gehörte hier ebenso zeitweise dem Vorstand an. 2005 wurde er kurz nach seinem Ausscheiden aus dem DAV-Vorstand zum Ehrenmitglied der berufsständischen Vereinigung ernannt.